# Третя книга Ездри
Третя книга Ездри — книга Старого Завіту, написана відомим давньоюдейським вчителем та духовним лідером юдеїв періоду після повернення з Вавилонського полону, Ездрою. Цю книгу ще називають «Апокаліпсисом Ездри» або «Одкровенням Ездри». У Вульґаті вважається Четвертою книгою Ездри.
Третя книга Ездри вважається канонічним текстом Ефіопською православною церквою (див. канон). Однак римокатолицька церква та протестантські церкви вважають її апокрифом.
Третя книга Ездри входить до деяких слов'янських перекладів біблії, зокрема до Острозької Біблії (1580), Єлизаветинської Біблії (1751) та Синодального перекладу російською мовою (1876). 

## Походження
Списки з цією книгою не збереглися ні єврейською, ні грецькою мовами. Єдиний текст цієї книги досі відомий тільки в латинському перекладі у Вульґаті. В ній вона розділена на дві частини, однак слов'янські переклади об'єднані в єдину книгу, незважаючи на те, що усі відомі переклади зроблені саме з Вульґати.

## Зміст
Третю книгу Ездри вважають книгою юдейського апокаліпсису. Деякі дослідники вважають, що вона була художньо оброблена християнськими переписувачами.

### Структура Книги
Книга складається з 16 розділів.
У розділах 1-2 викладається перше пророцтво, що було послано до Ездри.
У розділах 3-9 Ездра спілкується з Богом у Вавилоні через ангела на ім'я Уриїл.
У розділах 9-12 Ездрі приходить нове видіння під час сну.
У розділі 13 Ездрі, через сім днів, сниться нове пророцтво.
У розділі 14 до автора говорить голос з куща. Він наказує йму взяти з собою п'ятьох людей, що здатні писати швидко. Ездра виконує наказ і зі слів Ездри переписувачі записують дев'яносто чотири книги одкровень та настанов. Ездра та переписувачі витрачають на це сорок днів і ночей.
У розділах 15-16 Ездра викладає фінальне пророцтво, які іноді вважають юдейським апокаліпсисом.